# Ганичев, Александр Никитович

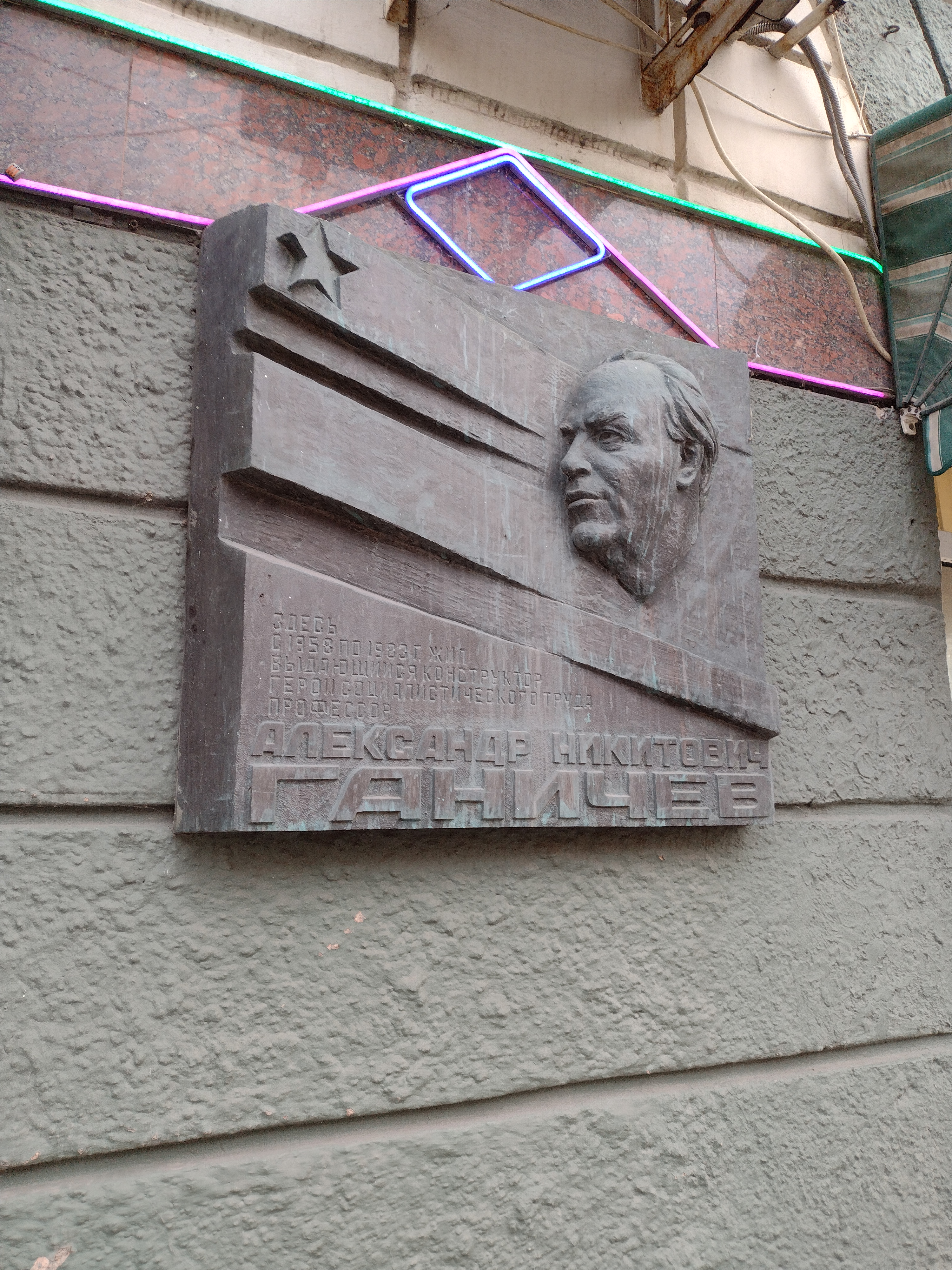
Мемориальная доска в Туле

Александр Никитович Ганичев (25 августа 1918, Судаково, Тульская губерния — 2 января 1983, Тула) — советский инженер, главный конструктор Тульского государственного научно-исследовательского института точного машиностроения Министерства машиностроения СССР № 147 (сейчас ФГУП ГНПП «Сплав») с 1958 по 1983 год.
Создатель артиллерийских гильз (с 1938 года) и реактивных систем залпового огня (РСЗО) (с 1957 года).
При его непосредственном участии разработано более 10 РСЗО, среди которых «Град», «Прима», «Ураган», «Смерч», реактивные снаряды к ним, а также 73 образца артиллерийских гильз различного назначения.
Герой Социалистического Труда (1971).
Доктор технических наук (1976), профессор (1980).

## Биография
Родился 25 августа 1918 года в деревне Судаково в крестьянской семье — Никиты Борисовича и Степаниды Егоровны. Он был третьим ребёнком.
В детстве потерял правый глаз.
В 1934 году поступает, а в сентябре 1938 года оканчивает Тульский индустриальный техникум.
Трудовую деятельность начал на Тульском патронном заводе, где по октябрь 1941 года работает конструктором, а затем заместителем начальника отдела.
Во время Великой Отечественной войны в эвакуации работал на оборонных предприятиях Новосибирска (октября 1941 года по декабрь 1942 года; мастер цеха и начальник технологического бюро на заводе «Сибсельмаш») и Зеленодольска (Татарская АССР; с декабря 1942 года по январь 1944 года; заместитель начальника бюро на заводе № 184 им. Серго).
В январе 1944 года переведён в Москву в Народный комиссариат боеприпасов, где работал в должности старшего инженера 5-го Главного управления Наркомата боеприпасов до декабря 1945 года.
В 1945 году переходит во вновь организованное НИИ-147 в Туле, который в 1966 году получил открытое наименование «Тульский государственный научно-исследовательского института точного машиностроения», а в 1977 году был преобразован в научно-производственное объединение «Сплав» (в 1992—2001 годах — Государственное научно-производственное предприятие «Сплав», а с 2001 года — ФГУП «ГНПП „Сплав“»).
Работает заместителем начальника отдела (по май 1948 года) и начальником отдела (по апрель 1957 года).
В 1951 году, за работу по замене латунных гильз стальными получает Государственную премия СССР в составе большой группы специалистов.
В 1957 году окончил Тульский механический институт по специальности «Элементы полигонных установок».
С 1957 года Ганичев до самой смерти работает в НИИ-147 над созданием нового поколения реактивных систем залпового огня.
Разрабатывает собственную методику конструирования цельнотянутых артиллерийских гильз.
Выпускает монографию «Конструирование цельнотянутых артиллерийских гильз».
С апреля 1957 года по декабрь 1958 года работает в должности главного инженера, а с декабря 1958 года по апрель 1959 года — главным конструктором.
В 1959—1983 — 1-й заместитель генерального директора по научной работе — главный конструктор.
В 1958 году по поручению правительства участвует в разработке РСЗО «Град».
В 1963 году «Град» сдан на вооружение.
Впоследствии участвует в разработке модификации РСЗО «Град-В» для воздушно-десантных войск, РСЗО «Град-1» на колёсном и гусеничном шасси и снарядом с головной частью повышенной могущности.
На рубеже 1970—1980-х годов участвует в разработке системы повышенного могущества «Прима».
Ганичев сформулировал направления создания следующего поколения систем — РСЗО армейского звена «Ураган» (в частности, разработал и успешно реализовал принцип кассетных боевых частей) и дальнобойной системы «Смерч» резерва Главного Командования.
Александр Никитович также решал задачи создания систем залпового огня для Военно-Морского Флота.
Им созданы средства защиты кораблей: «Дамба», «Удав-1», «Дождь» (комплекс РКПТЗ — для индивидуальной защиты кораблей от подводных диверсионных сил и средств) и «РПК-8» (для защиты кораблей от подводных лодок в ближайшей зоне).
В 1976 году Александру Ганичеву присуждена учёная степень доктора технических наук без защиты кандидатской диссертации, а в 1980 году присвоено учёное звание профессора.
Лично и в соавторстве Ганичев получил 372 (380) авторских свидетельств на технические решения.
Он автор 45 научных статей и нескольких монографий.
Умер 2 января 1983 года в Туле после третьего инфаркта.
Похоронен на Смоленском кладбище в Туле.

## Награды и премии
- два ордена Ленина (28.7.1966, 26.04.1971[3]) [2],
- медаль «За трудовую доблесть» (16.9.1945)[3].
- Указом Президиума Верховного Совета СССР («закрытым») от 26 апреля 1971 года за выдающиеся заслуги в выполнении заданий пятилетнего плана[3] ему присвоено звание Героя Социалистического Труда[2].
- Сталинская премия второй степени (1951)[3],
- Государственная премия СССР (1976)
- премия имени С. И. Мосина (1966)[2].

## Память
На родном предприятии создана премия им. А. Н. Ганичева, присуждаемая в ходе конкурса научно-исследовательских проектов по созданию новой техники, технологии и материалов.
В память о Ганичеве в Туле на проспекте Ленина и на здании главного корпуса ФГУП «ГНПП „Сплав“» установлены мемориальные доски с барельефом.
В Тульском государственном музее оружия и Военно-историческом музее артиллерии, инженерных войск и войск связи в Санкт-Петербурге представлены экспозиции, посвящённые Александру Ганичеву.
19 сентября 2013 года на территории нового здания Тульского государственного музея оружия на Аллее славы знаменитых оружейников был открыт бюст Александру Никитовичу Ганичеву.
К 100-летию А. Н. Ганичева издана книга «Залпы Ганичева» Владимира Николаевича Коровина.

## Семья
Родители — Никита Борисович и Степанида Егоровна.
Дочь — Марина Астахова.